# Comuna de Krupski Młyn
Krupski Młyn (polaco: Gmina Krupski Młyn) é uma gminy (comuna) na Polónia, na voivodia de Santa Cruz e no condado de Tarnogórski. A sede do condado é a cidade de Krupski Młyn.
De acordo com os censos de 2004, a comuna tem 3 501 habitantes, com uma densidade 88,80 hab/km².

## Área
Estende-se por uma área de 39,42 km², incluindo:
- área agricola: 5%
- área florestal: 83%

## Demografia
Dados de 30 de Junho 2004:
|                      | Total   | Total | Mulheres | Mulheres | Homens  | Homens |
| -------------------- | ------- | ----- | -------- | -------- | ------- | ------ |
|                      | pessoas | %     | pessoas  | %        | pessoas | %      |
| População            | 3501    | 100   | 1778     | 50,8     | 1723    | 49,2   |
| Densidade (pop./km²) | 88,8    | 100   | 45,1     | 45,1     | 43,7    | 43,7   |

De acordo com dados de 2002, o rendimento médio per capita ascendia a 2564,16 zł.